# Commission per available room
Commission per available room (ComPar) ist eine Kennzahl aus dem Bereich Hotel-Management, die die Kommissionshöhe im Verhältnis zu den verfügbaren Zimmernächten zeigt. 
Sie stellt eine Ergänzung zum etablierten RevPar (Revenue per available room) dar und dient als Indikation für die Eigenvertriebsstärke eines Hotels oder Beherbergungsbetriebs. Zieht man den ComPar vom RevPar ab, so erhält man den "NetRevPAR", der eine um die Kommissionsbeträge bereinigte Form des RevPar darstellt. Verstärkt ein Hotel den Eigenvertriebsanteil oder den Anteil der Buchungen über kommissionsarme Vertriebskanäle, so würde der ComPar sinken und der NetRevPar ansteigen. Verkauft ein Hotel vermehrt über Mittler, die Kommissionen verlangen, so erhöht sich der ComPar und der NetRevPar sinkt.

## Berechnung
Gesamtrechnungsbetrag Kommissionen (pro Monat) / Anzahl Zimmer × Öffnungstage

## Weblink
- Wörterbucheintrag - Kommission